# Bitwa pod Kaliszem (1706)
Bitwa pod Kaliszem – starcie zbrojne stoczone 29 października 1706 w czasie wojny domowej w Polsce pomiędzy wojskami szwedzkimi z wspierającymi je oddziałami konfederatów warszawskich popierającymi Stanisława Leszczyńskiego a oddziałami saskimi, rosyjskimi i sprzymierzonymi z nimi konfederatami sandomierskimi popierającymi Augusta II Mocnego.
Bitwa stoczona pod Kaliszem, między Kościelną Wsią, Dobrzecem i Warszówką była największym starciem na ziemiach Korony Królestwa Polskiego w czasie III wojny północnej, której fragmentem była wojna domowa w Polsce.

## Liczebność sił
Liczebność wojsk szwedzkich dowodzonych przez generała Arvida Axela Mardefelta wynosiła 4 358 żołnierzy, wspieranych przez oddziały polskie popierające Stanisława Leszczyńskiego, liczące łącznie około 9 tysięcy ludzi dowodzonych przez hetmana wielkiego koronnego Józefa Potockiego i pisarza polnego Michała Potockiego.
Oddziały wojsk saskich, rosyjskich i polskich wiernych Augustowi II liczyły około 36 tysięcy żołnierzy. Wśród oddziałów tych było około 10 tysięcy Polaków dowodzonych przez hetmana wielkiego koronnego Adama Mikołaja Sieniawskiego, hetmana polnego Stanisława Mateusza Rzewuskiego i chorążego nadwornego koronnego Adama Śmigielskiego, 10 tysięcy Rosjan pod dowództwem Aleksandra Mienszykowa, 6 tysięcy Sasów pod dowództwem generała Michała Brandta, siły nieregularne armii rosyjskiej liczyły 6 tysięcy Kałmuków i 4 tysiące Kozaków lub 2 tysiące Kozaków i 500 Kałmuków. W sumie w bitwie pod Kaliszem wzięło udział około 50 tysięcy żołnierzy.

## Przebieg bitwy
Bitwa rozpoczęła się około 15:30 i toczyła się aż do zapadnięcia zmroku. W czasie jej trwania wojska szwedzkie i oddziały sprzymierzonych z nimi Polaków zostały otoczone. Części żołnierzy udało się schronić w murach Kalisza. Pod osłoną nocy z otoczonego obozu zbiegły, przeprawiając się przez Prosnę, wojska dowodzone przez Michała Potockiego. W trakcie tej ucieczki zostały one rozbite przez stojące po drugiej stronie rzeki oddziały kozackie i kałmuckie. Nazajutrz rano, 30 października 1706 nastąpiła kapitulacja znajdujących się w otoczonym obozie resztek armii Józefa Potockiego oraz nielicznych żołnierzy szwedzkich. Pod wieczór tegoż dnia, po prawie całodziennym ostrzeliwaniu artyleryjskim, skapitulowali także Szwedzi broniący się w Kaliszu.
Zwycięstwo sprzymierzonych sił sasko-rosyjsko-polskich było całkowite. Do niewoli wzięto dowódcę szwedzkiego Mardefelta oraz 4 głównych jego oficerów, a także dowódcę oddziałów polskich Józefa Potockiego i kilka tysięcy żołnierzy.
Łupy wojenne oraz część jeńców oddał August II Rosjanom, a oficerów i żołnierzy szwedzkich kazał – mając na uwadze zawarty ze Szwecją pokój w Altranstädt uwolnić. W trakcie działań wojennych, a zwłaszcza oblężenia znacznie ucierpiało miasto, zaś dopełnieniem klęski były liczne pożary, straszliwy głód i panująca epidemia. Doprowadziło to do tego, że liczba mieszkańców pod koniec 1706 spadła do 1 tysiąca osób.

## Podsumowanie
Znaczenie bitwy było znikome, chociaż dzięki odniesionemu zwycięstwu nad wojskami króla Karola XII większość Polski została czasowo wyzwolona spod okupacji szwedzkiej. W późniejszym czasie Szwecja odzyskała kontrolę nad Rzecząpospolitą Obojga Narodów, aż do zakończonej dla niej klęską bitwy pod Połtawą w roku 1709. Wtedy też August II Mocny uznał swoją wcześniejszą abdykację z tytułu króla polskiego za nieważną.